# Offensive de Saragosse
Pour les articles homonymes, voir Saragosse (homonymie).
Guerre d'Espagne
L’offensive de Saragosse est une opération militaire de grande envergure menée par les troupes républicaines espagnoles, fidèles à la République, contre les forces nationalistes, entre le 23 août et le 7 septembre 1937, durant la guerre d'Espagne. Le but des opérations militaires était la conquête de la capitale provinciale de Saragosse, afin de redonner l'avantage aux troupes républicaines mises en difficulté dans le nord.
Les combats se déroulent le long du front d'Aragon, mais à la suite de leur échec et de l'impossibilité d'avancer plus loin dans les autres secteurs, les combats se concentrent autour du village de Belchite (Bataille de Belchite)|, qui connaît des affrontements extrêmement violents. Malgré le déséquilibre des forces, les troupes nationalistes arrivent à contenir majoritairement l'avancée républicaine, ce qui transforme les victoires tactiques de l'Armée populaire de la République qui a réussi à s'emparer de plusieurs villages aragonais, en échec (certes partiel), la ville de Saragosse restant fermement aux mains des nationalistes.

## Contexte

### Situation stratégique
Après avoir échoué à s'emparer de Brunete, le commandement de l'armée républicaine décida de lancer une nouvelle série d'offensives afin de reprendre l'initiative face aux nationalistes. L'objectif était de s'emparer de Saragosse, capitale de l'Aragon, qui se trouvait à quelques kilomètres à peine du front. La ville avait été la cible de plusieurs attaques des milices anarchistes, depuis les premiers jours de la guerre d'Espagne, car elle était au cœur du réseau de communication de l'Aragon.
Les républicains avaient également pour objectif de ralentir l'avancée nationaliste au nord. Après avoir occupé la province basque de Biscaye et du Guipuscoa, les nationalistes étaient entrés en Cantabrie. Le 24 août 1937, les républicains renonçaient à défendre Santander, tandis que les troupes basques abandonnaient le combat par le pacte de Santoña (en). 
Contrairement aux républicains, la stratégie anarchiste, si la république avait daigné leur en donner les moyens, était d'ignorer complètement les routes et les villages (et ils s'étaient entraînés pour ça par des marches de nuit en terrain accidenté et des exercices de combat urbain), d'effectuer une grande infiltration dans la ville de Saragosse. Mais la république a remplacé leurs commandants expérimentés par des communistes sortis d'école idéologique au lieu de militaire, qui ont pris des axes où ils étaient attendus et se sont laissés engluer dans les villages au lieu d'aller sur le vrai objectif. 

### Considérations politiques

Territoire administré dans le Conseil régional de défense d'Aragon, puis par le gouvernement de la République espagnole après le 10 août 1937.

La décision ne fut pas prise sur des motifs uniquement militaires, mais également de politique intérieure. Le gouvernement de Juan Negrín, en particulier son ministre de la Défense, Indalecio Prieto, y voyait l'occasion d'affaiblir définitivement l'influence des anarchistes et du POUM dans la région, en montrant que les troupes organisées de l'armée républicaine pouvaient vaincre là où les milices anarchistes et poumistes n'avaient pas réussi (la CNT "collaboratrice", dans sa volonté d'alliance avec les gouvernements, avait empêché la prise de Saragosse, jouant le jeu du gouvernement madrilène nationaliste qui ne voulait pas d'une deuxième Barcelone, mais aussi le jeu du gouvernement régionaliste barcelonais qui craignait la grande influence anarchiste). 
À la suite des journées de mai de Barcelone, Juan Negrín avait décidé d'en finir avec le Conseil régional de défense d'Aragon, qui rendait la région autonome sous la gestion de Joaquín Ascaso. Le 4 août 1937, il ordonna aux troupes de la 11e division, commandée par Enrique Líster, d'occuper l'Aragon, sous prétexte de manœuvres militaires. Le 10 août, le Conseil de défense de l'Aragon était dissout, Joaquín Ascaso, les responsables du Conseil et 600 autres anarchistes emprisonnés sous divers motifs,. Les milices anarchistes furent intégrées de force aux divisions de l'« armée de l'Est », placée sous le commandement du général Sebastián Pozas.
Enfin, d'un point de vue de la politique étrangère, Juan Negrín voulait montrer aux gouvernements européens qu'il était capable de mettre au pas les forces les plus radicales qui agitaient son camp et inquiétaient le Royaume-Uni, la France et l'URSS, et, dans le même temps, de remporter des victoires contre les rebelles nationalistes.

## Forces en présence

### Troupes républicaines
Les troupes de l'armée républicaine composaient l'armée de l'Est, affectée au front de l'Aragon. Elles étaient placées sous les ordres du général Sebastián Pozas, secondé par Antonio Cordon (es), avait son quartier général à Bujaraloz. Les forces se répartissaient de la façon suivante :
- Groupe A : composé des 122e, 123e et 124e brigades mixtes de la 27e Division, auxquelles s'ajoute la 127e brigade mixte de la 28e Division, soutenu par 10 chars blindés et un groupe d'artillerie, est placé sous le commandement du colonel Manuel Trueba Mirones (es)[9] ;

- Groupe B : composé des XIIe et 150e brigades internationales de la 45e Division internationale, soutenu par un groupe d'artillerie et un bataillon du génie, est placé sous le commandement du général Emilio Kléber[9] ;

- Groupe C : composé de la 102e brigade mixte de la 43e Division et de la 120e brigade mixte de la 26e Division, soutenu par un groupe du génie[9], est placé sous le commandement du chef de milice José Hernández de la Mano ;

- Groupe D : composé des 1re, 9e et 100e brigades mixtes de la 11e Division d'Enrique Líster, des 10e, 101e et 209e brigades mixtes de la 46e Division d’El Campesino, et des 32e et 108e brigades internationales de la 35e Division internationale du General Walter, auxquelles s'ajoute la 116e brigade mixte de la 25e Division, la 134e brigade mixte de la 31e Division et la 4e brigade de cavalerie, est placé sous le commandement du commandant Juan Modesto[9] ;

L'aviation républicaine disposait pour soutenir les opérations de 3 escadrilles, soit 80 appareils en tout, composées de Polikarpov I-15 Chatos et I-16 Moscas, auxquelles s'ajoute un groupe de Polikarpov R-Z Natachas.

### Troupes nationalistes
Les nationalistes n'avaient comparativement que peu de troupes, soit les 70 000 hommes des 50e, 51e et 52e Divisions, pour défendre le front d'Aragon, long de 300 kilomètres, de la frontière française à Teruel, mais considéré comme secondaire à l'été 1937. Elles étaient d'ailleurs cantonnées dans les villes, seules quelques positions étaient fortifiées et défendues par le Ve Corps d'armée nationaliste sous le commandement du général Miguel Ponte : 
- dans le secteur de Huesca, la 1re brigade de la 51e Division, sous le commandement du général Gustavo Urrutia, qui a son quartier général à Ayerbe, renforcée par la brigade de position du colonel Civera à Zuera ;

- dans le secteur de Saragosse, la 52e Division, sous le commandement du général Arturo Muñoz Castellanos, renforcée par la brigade mobile du colonel Galera[10] ;

- dans le secteur de Teruel, les troupes du général Arturo Muñoz Castellanos.

## Combats

### L'offensive républicaine

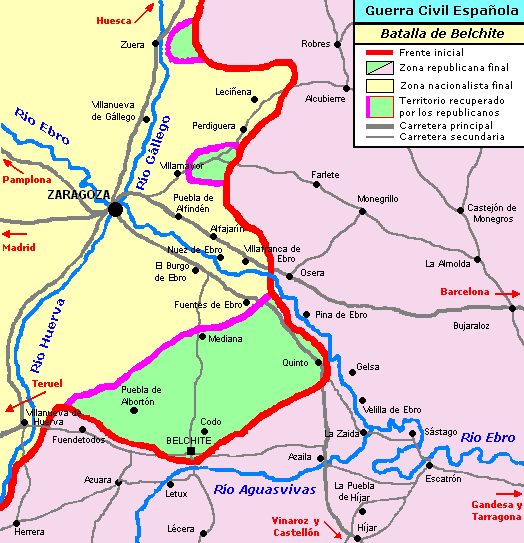
Carte de l'offensive républicaine de Saragosse. Trait rouge : Front initial. Trait violet : Front final.

Le plan de Sebastián Pozas était de briser le front en sept endroits différents, sur une ligne de 100 kilomètres, entre les villages de Zuera, au nord, et Villanueva de Huerva, au sud. Le but était de diviser les forces nationalistes dans leur contre-attaque et n'offrir que des cibles trop réduites pour les bombardements, qui avaient causé des ravages à Brunete. Les 80 000 hommes de l'armée de l'Est attaquèrent aux premières heures du 24 août, sans préparation de l'aviation ni de l'artillerie ni de la reconnaissance, en huit points — trois routes principales et cinq secondaires, menant sur les positions fortifiées nationalistes.

#### Les opérations au nord et au centre
Au nord, le Groupe A, partant des hauteurs face à Zuera, avait pour objectif d'atteindre les faubourgs nord de Saragosse par la route de Huesca. Les républicains traversèrent le Gállego, s'approchant de Zuera, mais ne réussirent pas à y entrer, ni à pousser plus loin. Le colonel Manuel Trueba Mirones lança plusieurs assauts où il épuisa ses troupes, au point que les lignes républicaines au-delà du Gállego commencèrent à être sérieusement menacées. 
Au centre, le Groupe B, dirigé par Emilio Kléber, partit de Farlete pour atteindre les faubourgs nord de Saragosse et faire sa jonction avec le Groupe A à Santa Isabel. Il réussit à atteindre Villamayor, six kilomètres à l'est de la capitale aragonaise. La résistance des nationalistes l'empêcha cependant d'avancer plus loin. 

#### Les opérations au sud
Au sud, les troupes du Groupe C traversèrent l'Èbre à Pina de Ebro, dans le but de couper la route d'Alcañiz et la voie de chemin de fer, afin de faciliter l'avancée du Groupe D. À l'aube du 25 août, elles s'emparèrent de Quinto et furent fusionnées avec le Groupe D.
Les troupes du Groupe D, le plus nombreux de tous, étaient réparties sur deux parties différentes du front. La première partie des troupes, cantonnée dans les environs d'Azaila, s'élança au soir du 23 août. Elles suivirent trois routes différentes :
- une première partie devait foncer par la route de Saragosse pour atteindre la capitale aragonaise au soir du 24 août et y réaliser sa jonction avec les Groupes A et B. Elle s'empara d'abord du village de Rodén, au prix de durs combats, mais fut arrêtée à hauteur devant Fuentes de Ebro ;

- un second groupe devait permettre d'élargir le front plus au sud, une fois que Saragosse aurait été prise. Il se dirigea vers le village de Mediana, mais ce n'est que le 26 août, après deux jours de combats extrêmement violents[4]. La XVe brigade internationale versa un lourd tribut, avec la mort du commandant du Bataillon Britannique, ainsi que celles du commandant et du commissaire du Bataillon Lincoln[13].

- un dernier groupe se dirigea vers le village de Codo, au sud-ouest. Les 300 requetés carlistes furent attaquées par les 2 000 soldats de deux brigades républicaines[12]. Ils résistèrent farouchement durant quatre jours. Comme preuve de leur zèle, on trouva peint sur une porte du village l'inscription : « Pour chaque Rouge que vous tuez, une année de purgatoire en moins »[4].

La deuxième partie du Groupe D partit des environs d'Azuara. Il se sépara également en plusieurs groupes qui suivirent des routes différentes :
- parti vers l'ouest, un groupe réussit à avancer jusqu'à Puebla de Albortón, s'empara de Fuendetodos, mais fut arrêté devant Villanueva de Huerva ;

- les républicains partis vers l'est dans une manœuvre d'encerclement rencontrèrent une résistance encore plus grande à Belchite[14]. La 4e brigade de cavalerie de Federico Escofet (es) mena une charge dans les environs de la ville[15], mais les républicains ne réussirent pas à faire tomber la ville.

### Le siège de Belchite

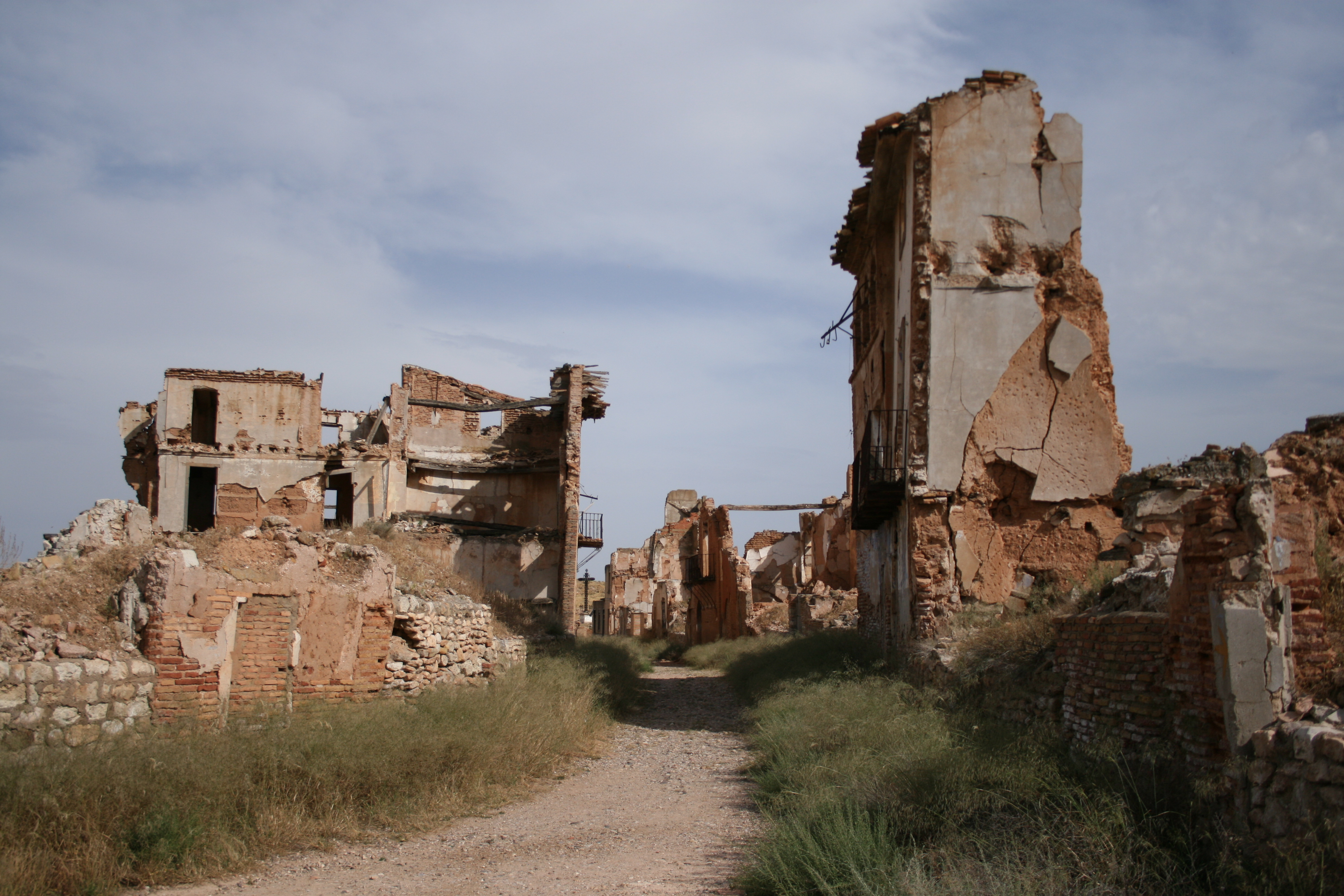
Les ruines de la rue principale de la vieille ville de Belchite.

Belchite, petite ville bien fortifiée de 3 800 habitants, était un des principaux objectifs des républicains sur le front d'Aragon. Encerclée par les troupes républicaines, la ville se retrouva comme un îlot de résistance, assiégé et défendu par quelque 7 000 soldats et civils volontaires, dirigés par le commandant et maire Alfonso Trallero (es). 
L'assaut final commença le 28 août, lorsque les républicains comprirent que la prise rapide de Saragosse était impossible, mais la résistance se fit encore plus acharnée : les combats continuèrent dans chaque rue, où furent élevées des barricades, dans chaque maison. Les nationalistes résistèrent jusqu'au 7 septembre. Les retards pris par l'armée républicaine donnèrent le temps aux franquistes d'obtenir des renforts et de faire échouer définitivement toute opération sur Saragosse.

### La contre-attaque nationaliste
Le 30 août, l'avancée républicaine était arrêtée sur tous les fronts. La résistance des nationalistes, acharnée, commençait à bénéficier de l'arrivée de renforts. De plus, l'aviation républicaine se révélait peu efficace, par manque de coordination avec les troupes au sol. Les combats se concentrèrent alors autour de la seule ville de Belchite.
Les nationalistes apportèrent de nombreux renforts, pris sur le front de Madrid, dans la mesure où Franco ne voulait pas suspendre son offensive au nord pour défendre une petite ville : la 13e Division de Fernando Barrón et la 105e Division d'Eduardo Sáenz de Buruaga arrêtèrent définitivement l'avancée républicaine après la prise de Belchite. L'aviation nationaliste intervint également de façon plus importante, avec le groupe de Joaquín García-Morato, ainsi que quelques éléments de l'aviation légionnaire et de la légion Condor, soit en tout 65 Fiat CR.32, Heinkel He 46, Savoia-Marchetti SM.79 et Messerschmitt Bf 109). À ce moment, avec les nombreux renforts que les deux camps ont reçus, les troupes s'élèvent à environ 125 000 hommes de chaque côté.
La contre-offensive, débuta le 30 août. Au nord, Fernando Barrón rompit le siège autour de Zuera et repoussa les républicains du Groupe A jusqu'au Gallego : tous les territoires perdus étaient donc récupérés. Eduardo Sáenz de Buruaga, au sud, tenta de secourir la population assiégée dans Belchite, 16 km derrière le front. Mais les troupes d'Enrique Líster et les brigadistes du General Walter freinèrent la contre-attaque nationaliste et les obligèrent à reculer. 
Finalement, la ville de Belchite se rendit aux troupes républicaines le 6 septembre.
Les 12-13 octobre, grâce à un nouvel arrivage d'armement, l'offensive vers Saragosse est relancée : Enrique Líster tourne ses troupes vers Fuentes de Ebro dans une opération malheureuse. Les lignes de front ne furent pas modifiées, et les opérations furent suspendues dans ce dernier secteur.

## Conséquences

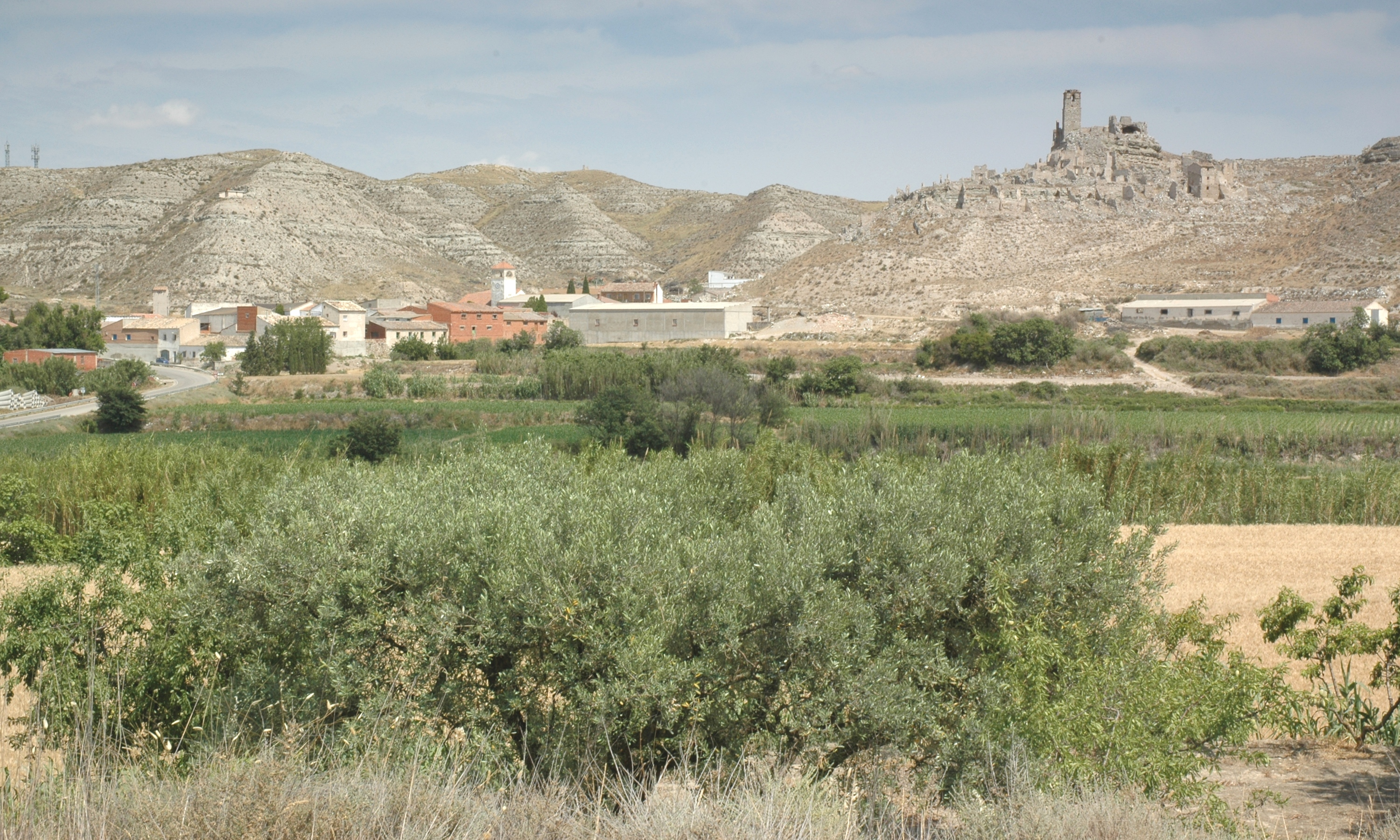
Vue sur le nouveau village de Rodén et les ruines du vieux village, laissé en l'état après la guerre d'Espagne, près de Fuentes de Ebro, dans la province de Saragosse.

Bien que les républicains réussirent à gagner du terrain par des bouts de route et quelques villages, et à repousser la ligne de front de 10 kilomètres, ils échouèrent dans leurs deux objectifs principaux : les nationalistes ne repoussèrent pas leur grande offensive au nord, et la prise de Saragosse fut un échec. L'échec de l'opération n'échappa d'ailleurs pas au ministre de la Défense, Indalecio Prieto qui, insatisfait et mécontent du rôle joué par les conseillers russes, envoya à Sebastián Pozas un télégramme pour lui dire : « Autant de forces pour prendre quatre ou cinq villages ne satisfont pas le ministre de la Défense ni personne ».
La violence des combats eut des conséquences importantes pour la population de plusieurs villes aragonaises. Certains d'entre eux furent complètement ruinés, comme Rodén et Belchite, au point que les sites furent abandonnés, afin de construire de nouvelles villes plus loin. Franco ordonna que les ruines de Belchite soient laissées en l'état, comme un monument « vivant » de la guerre.
Le moral républicain, déjà affecté après les événements barcelonais de mai puis la traitre destruction de la paysannerie aragonaise en août, de nouveau subit un choc par cet échec face à un objectif militaire dit facile pour dénigrer les anarchistes: Saragosse. Ainsi le moral populaire brisé, le maigre territoire pris dans cette énorme offensive sera perdu sans à peine de résistance quelques mois plus tard, alors que les anarchistes avaient eux tenu un an sans armement sérieux.